# Salvatore Ravecca
Salvatore Ravecca (Viseggi, 1552 – 1612) è stato un idrologo italiano.
Nasce a Viseggi (La Spezia), è dottore in legge, vice curato di Marinasco, s’interessa d’idrologia sotterranea, tanto da essere considerato il precursore della speleologia scientifica.
Esplora le cavità naturali del golfo della Spezia ed i suoi studi saranno ripresi da Antonio Vallisneri nel famoso trattato sulle origini delle fontane.
È ricordato da Giovanni Targioni Tozzetti nel 1777, da Giovanni Capellini, da Caselli e da Ubaldo Mazzini per gli studi che evidenziano il legame fra le cavità naturali del golfo e la famosa polla di Cadimare.